# Michelangelo Towers
La Michelangelo Towers est un immeuble résidentiel de 140 mètres de hauteur construit à Sandton dans la banlieue de Johannesburg en Afrique du Sud de 2003 à 2005. C'est le plus haut immeuble de Sandton et il fait partie en 2023 des 10 plus hauts immeubles d'Afrique du Sud.
Il comprend 90 appartements.
L'un des appartements de l'immeuble a été vendu sur plan pour 21 millions de rands, soit 3,1 millions de $, ce qui a en fait l'appartement le plus cher d'Afrique du Sud.
L'immeuble a été conçu par l'agence Bental Abramson and Partners.
Le promoteur ("développer") est la société Legacy Holdings.
C'est l'un des rares gratte-ciel construit en Afrique du Sud durant les années 2000